# 米氏腹瓢鰕虎魚
米氏腹瓢鰕虎鱼，为輻鰭魚綱鱸形目鰕虎鱼科的其中一種。

## 分布
本魚分布於印度太平洋區，包括留尼旺、阿曼、馬爾地夫、塞席爾群島、馬來西亞、印尼、臺灣、琉球群島、越南、新喀里多尼亞、東加、密克羅尼西亞、夏威夷群島、斐濟等海域。

## 深度
水深15至38公尺。

## 特徵
本魚體延長略成圓柱狀，眼略突出，腹鰭癒合成吸盤。魚體呈紅色半透明狀，背鰭硬棘6至7枚，背鰭軟條7至8枚，臀鰭硬棘1枚，臀鰭軟條7至9枚，體長可達2.5公分。

## 生態
本魚棲息在石珊瑚上，以寬大的胸鰭支撐趴在珊瑚表面，屬底棲魚類，肉食性，以小型無脊椎動物為食。

## 經濟利用
可作為觀賞魚。